# Сорока, Михаил Хрисанфович
Михаил Хрисанфович Сорока (21 ноября (4 декабря) 1903 года, Донбасс — 18 ноября 1990, Ленинград) — начальник Трамвайно-троллейбусного управления Ленгорисполкома (ТТУЛ) во время блокады Ленинграда, автор книги «Фронтовой трамвай». Жители Ленинграда называли его «командиром блокадного трамвая». Через 17 лет после его смерти, в 2007 году, к 100-летию трамвайного движения в Петербурге на проспекте Стачек был установлен Памятник блокадному трамваю.

## Биография
Родился в ноябре 1903 года на Донбассе в семье рабочих. После окончания начального железнодорожного училища, работал в депо помощником машиниста, затем слесарем-котельщиком. Учился в Ленинградском электротехническом институте, а затем был направлен в Трамвайно-троллейбусное управление (ТТУ). Изначально он занимал должность заместителя начальника Энергохозяйства, затем стал директором трамвайного парка имени Калинина (ныне — трамвайный парк № 5). Ему было 36 лет, когда он стал начальником ТТУ.
в 1922 году поступил в Ленинградский электротехнический институт им.В.И. Ульянова (Ленина). Обучение завершил без отрыва от производства.

### Блокада Ленинграда
В сентябре 1941 года, когда город был взят в блокадное кольцо, единственным способом передвижения для 2.5 миллионов жителей Ленинграда стал трамвай. К 8 декабря 1941 года трамваи встали. Но благодаря усилиям Михаила Сороки трамвайное движение было восстановлено в кратчайшие сроки, были запущены тяговые подстанции № 11, № 15 и № 20. 15 апреля 1942 года движение трамваев наладилось, . В своей книге «Фронтовой трамвай» он отмечает, что из 900 блокадных дней трамвай функционировал 811 дней, он останавливался лишь однажды, в первую блокадную зиму — с 8 декабря 1941 года до 15 апреля 1942 года. В сентябре 1943 года в статье для «Ленправды» он писал, «часто разбитые снарядом рельсы, порванные провода чинятся под огнем врага».
Он также участвовал в выполнении важной государственной задачи — прокладке высоковольтного кабеля по дну Ладожского озера и пуска Волховской ГЭС — «Кабеля жизни». Он отвечал за транспортировку трамваями высоковольтного кабеля, за что был награждён Орденом Красной Звезды.
В 1949 году был привлечён к судебным процессам по Ленинградскому делу, так как отказался предоставить компрометирующий материал на руководителей города. В результате он был уволен из ТТУЛа и исключён из партии. Через пять лет снова стал занимать руководящие должности. Работал на заводе «Севкабель» заместителем директора по экспорту. В 1956 году после ХХ съезда КПСС был полностью реабилитирован.
В 1977 году ушёл на пенсию.
В 2007 году к 100-летию трамвайного движения в Петербурге в Кировском районе на проспекте Стачек был установлен памятник Памятник блокадному трамваю.
Умер в 1990 году и был похоронен на Серафимовском кладбище в Санкт-Петербурге.
22 апреля 2023 года открыта мемориальная доска Михаилу Сороке, на доме 9-13 по 8-й Советской улице, в котором он проживал с 1938 по 1990 год.

## Награды
- Орден Красной Звезды (за обеспечение транспортировки трамваями высоковольтного кабеля для прокладки по дну Ладожского озера и пуска Волховской ГЭС — «Кабеля жизни»)[11];

- Орден Ленина (за бесперебойную работу коммунального предприятия)[15];

- Медаль «За оборону Ленинграда»;

- Медаль «За доблестный труд в Великой Отечественной войне».